# Keräsjoki (ort)

Keräsjoki är en liten by i Nedertorneå socken i Haparanda kommun, i östra Norrbotten. Den ligger omkring tre kilometer söder om Parviainen och åtta kilometer norr om Nikkala, vid ån Keräsjoki. I november 2016 fanns det enligt Ratsit 88 personer över 16 år registrerade med Keräsjoki som adress. Vid folkräkningen den 31 december 1890 bodde det 138 personer i Keräsjoki. Under 2017 lade Skanova ner det kopparbaserade telenätet på orten.

## Källa